# Io volevo solo te
Io volevo solo te è un singolo del cantautore e rapper italiano LDA, pubblicato il 21 febbraio 2022 come sesto estratto dal primo EP LDA.

## Descrizione
Il brano, scritto dallo stesso cantautore con Alessandro Caiazza, è prodotto da Michele Canova Iorfida, ed è dedicato all'ex compagna del cantautore Emanuela Pennino.

## Promozione
Il brano è stato presentato in anteprima nel corso della ventunesima edizione del talent show Amici di Maria De Filippi.

## Tracce
Testi e musiche di Luca D'Alessio e Alessandro Caiazza.
1. Io volevo solo te – 3:30